# Docent
Docent, samostalni predavač na fakultetu, prvi je i najniži stupanj znanstveno-nastavnoga i umjetničko-nastavnoga zvanja, po stupnju viši od suradničkih zvanja asistenta i viši asistent 
(ranije zvanoga poslijedoktorand), a niži od znanstveno-nastavnoga zvanja izvanrednoga profesora. U ženskom obliku naziv je docentica.

## Vanjske poveznice
- Zakon o visokom obrazovanju i znanstvenoj djelatnosti